# Guy Fletcher
Guy Fletcher (ur. 24 maja 1960 w Kent w Anglii) – brytyjski muzyk rockowy grający na gitarze i instrumentach klawiszowych, kompozytor, producent muzyczny, muzyk sesyjny, od 1985 członek Dire Straits.
Brał udział w tournée zespołu Roxy Music w 1981. Od 1983 współpracował z Markiem Knopflerem grając na skomponowanych przez Knopflera ścieżkach dźwiękowych do filmów Cal, Comfort and Joy, The Princess Bride, Last Exit To Brooklyn, Metroland i Wag The Dog. Przyłączył się do Dire Straits w czasie nagrywania albumu Brothers in Arms. Brał także udział w nagraniu płyty Notting Hillbillies, jako muzyk sesyjny grał z wieloma gwiazdami rockowymi i pop, takimi jak Tina Turner, Aztec Camera, Chet Atkins, Willie De Ville, Randy Newman, Jimmy Nail i ostatnio Bryan Adams.
Członek zespołu The 96'ers towarzyszącego Markowi Knopflerowi w jego solowej karierze po zawieszeniu działalności przez Dire Straits.